# Инфекция
Инфе́кция (от лат. inficio, infeci, infectum «заражать») — заражение живого организма (включая микроорганизмы) инфекционным агентом, процесс его размножения или развития в организме, а также реакция организма на присутствие в тканях инфекционного агента и на выделяемые им токсины. Под инфекционными агентами обычно понимают вирусы, микроорганизмы (бактерии, грибы, простейшие), прионы, (у некоторых животных инфекционным агентом могут служить раковые клетки), а также черви-паразиты (гельминты). В случае бактерий инфекция может быть вызвана бактериофагами. Если в результате инфекции развивается заболевание, то такая инфекция называется инфекционным заболеванием. Инфекция подразумевает различные виды взаимодействия чужеродных микроорганизмов с организмом человека (в медицине), животных (в зоотехнике, ветеринарии) или растений (в агрономии).
Хотя инфекции могут приводить к достаточно серьёзным заболеваниям у людей и у животных, инфекция не обязательно должна приводить к развитию заболевания. Если инфекция не приводит к нарушению здоровья, то такая инфекция называется субклинической, то есть организм может быть инфицированным, но не иметь инфекционного заболевания. Если же микроорганизмы в норме естественным образом живут в организме, такое сосуществование обычно не называют инфекциями. В зависимости от распространения по организму инфекции также могут быть локальными или системными. Инфекционное заболевание может возникать из-за самого патогена или из-за вырабатываемых патогеном токсических продуктов.
Первой линией обороны против инфекционных агентов является врождённая иммунная система, которая присутствует у всех животных и у растений и позволяет быстро реагировать на вторжение (время реакции может исчисляться минутами, но может и часами). У многих организмов врождённая иммунная система является единственным средством защиты. У позвоночных (включая млекопитающих) в дополнение эволюционно развилась представленная лимфоцитами адаптивная иммунная система, которой требуется больше времени для активации (от дней до недель) и которая даёт отложенный иммунный ответ в случаях, когда врождённой иммунной системе не удалось предотвратить или побороть инфекцию. Исход инфекции обычно зависит от результата борьбы патогена и защитных механизмов организма.
Заражение паразитами обычно называют инфестациями. Заражения эндопаразитами у животных (гельминтами и простейшими) также относят к паразитарным инфекциям. С точки зрения употребления слов в отношении паразитов инфекция обычно подразумевает внутренний паразитизм, а инфестация — атаку извне.
Для лечения инфекций используются различные специфичные противомикробные и противопаразитарные препараты. К ним относятся антибактериальные (обычно называемые антибиотиками), противогрибковые, противовирусные, противопротозойные и противогельминтные средства.

## История
Термин ввёл в медицину Джиро́ламо Фракасто́ро в 1546 году, Фракасторо использовал слово «infectio» в своей работе.

## Виды инфекций
Латентная инфекция, или бессимптомное носительство — состояние, при котором микроорганизм, живущий и размножающийся в тканях организма, не вызывает никаких симптомов (хроническая форма гонореи, хронический сальмонеллёз и др.).

## Паразитарные инфекции
Источником паразитических инфекций может быть хозяин, промежуточный носитель или резервуарный хозяин. При передаче паразит должен покинуть хозяина, затем попасть к новому хозяину и инфицировать его. Путями распространения паразита, в зависимости от вида, от хозяина могут быть кал, моча, мокрота, кожа, кровь, либо же если инфицированное животное будет съедено другим животным. Заражение может произойти контактным путём, через еду, воду, почву, промежуточных носителей или механическими способами переноса (например, через немытые руки у людей после дефекации). Этап инфицирования может произойти через прямой контакт, через желудочно-кишечный тракт, через кожу или кровь.